# Dalby kyrka, Skåne
Dalby kyrka eller Heligkorskyrkan, kyrkobyggnad i Dalby sydöst om Lund. Den tillhör Dalby församling i Lunds stift. Kyrkan började byggas omkring år 1060. Kyrkan har byggts om ett flertal gånger, och var ursprungligen ungefär dubbelt så stor som i dag. Mittskeppet och sidoskeppet i dagens långhus är bevarade från ursprungsbyggnaden.

## Historia

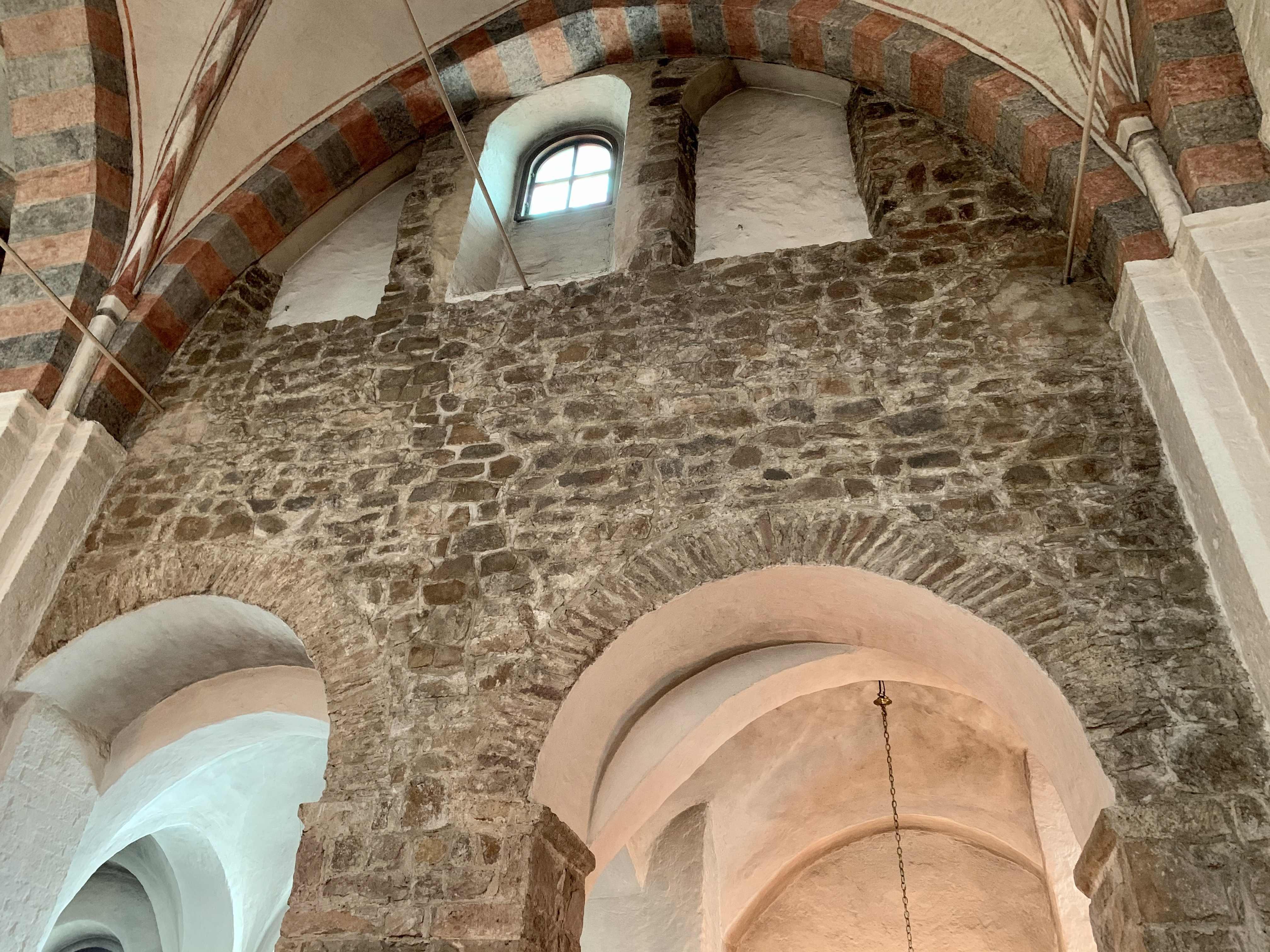
Del av väggmurarna från 1000-talet.

Vid stiftsindelningen 1059/1060 i Danmark blev Dalby säte för biskop Egino från Hamburg-Bremen, vilket sannolikt var anledningen till uppförandet av Dalby kyrka, då det i Lund redan fanns en anglosaxisk missionsbiskop, Henrik. Kyrkan uppfördes i anslutning till en stor gård, som kan ha tillhört Danmarks kung Sven Estridsson. Ruinerna finns bevarade under gräsmattan väster om tornet. Kombinationen av befintligt källmaterial och arkeologiska rapporter pekar mot att kyrkans ursprungliga långhus uppfördes 1053 till 1066, och att koret och västpartiet färdigställdes ungefär 1075–1081. År 1060 brukar anges som tiden för kyrkans tillkomst baserat på kopplingen till den danska stiftsindelningen. Sannolikt byggdes kyrkan av tyska byggmästare som troligen även arbetat med byggnationen av Hildesheims domkyrka i Tyskland.
Tidigare har man trott att kyrkan upphörde att vara biskopskyrka efter att Egino flyttat till Lund,  när biskop Henrik avlidit. Det är numera troligt att biskopsämbetet stannade kvar i Dalby även under Eginos efterträdare Ricwalds tid fram tills dennes död 1089. Det är därmed sannolikt att kyrkan fungerade som domkyrka för Lunds stift innan ett nytt domkapitel kom till stånd i Lund. Funktionen som domkyrka varade således mellan ca 1060 till 1089. I samband med detta lär Dalby kyrka formellt ha förlorat sin funktion som biskopskyrka. Efter detta inleddes uppförandet av ett augustinskt kloster i Dalby och kyrkan fungerade därefter som klosterkyrka.

### 1000-talet till 1200-talet

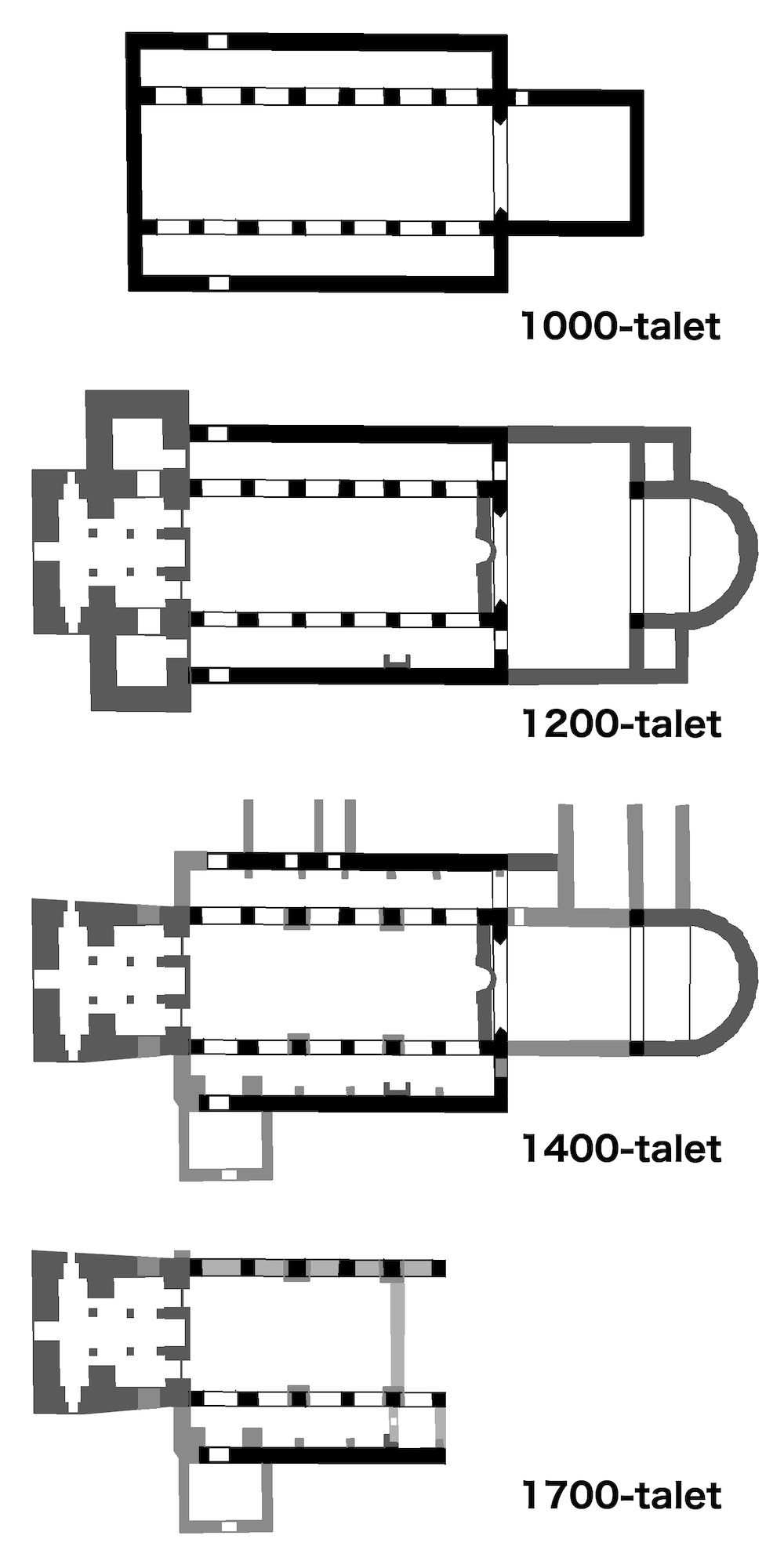
Förändringarna av Dalby kyrkas planlösning över tiden

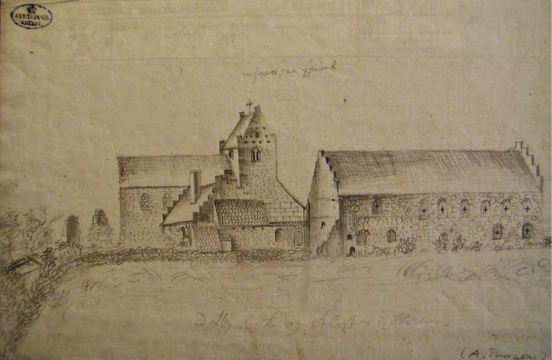
Den äldsta bevarade bilden av Dalby kyrka, en teckning av Anders Thornborg (ca 1750).

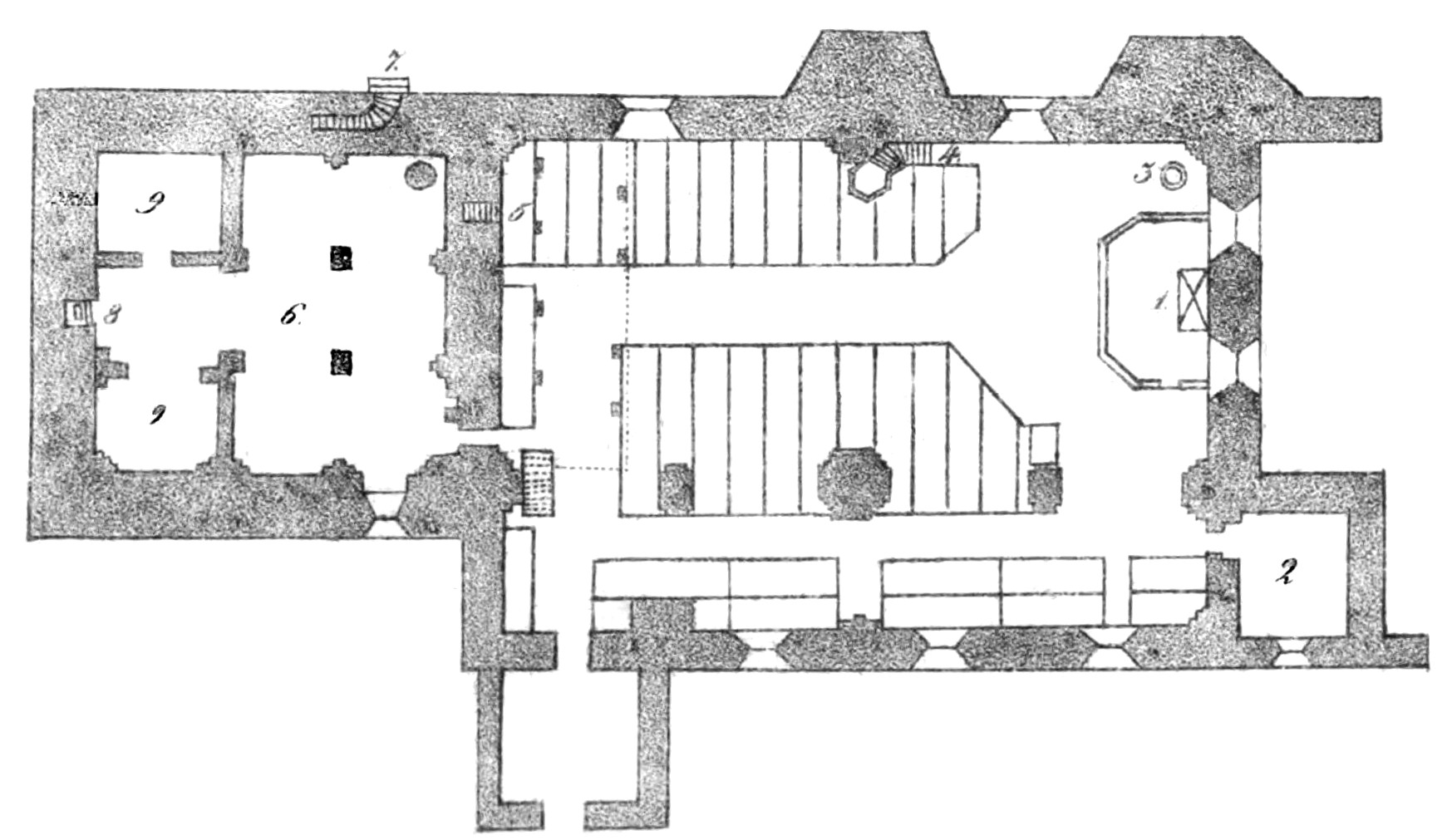
Dalby kyrkas planlösning 1830

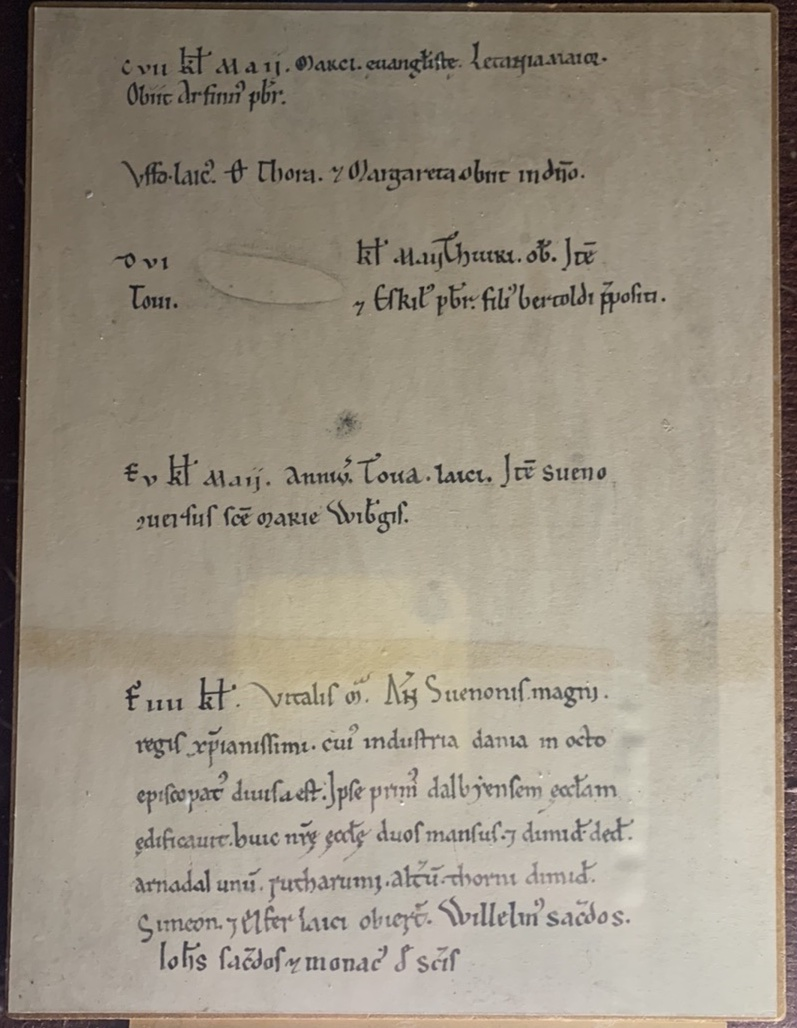
Dokument om Dalby biskopskyrkas grundläggning år 1060.

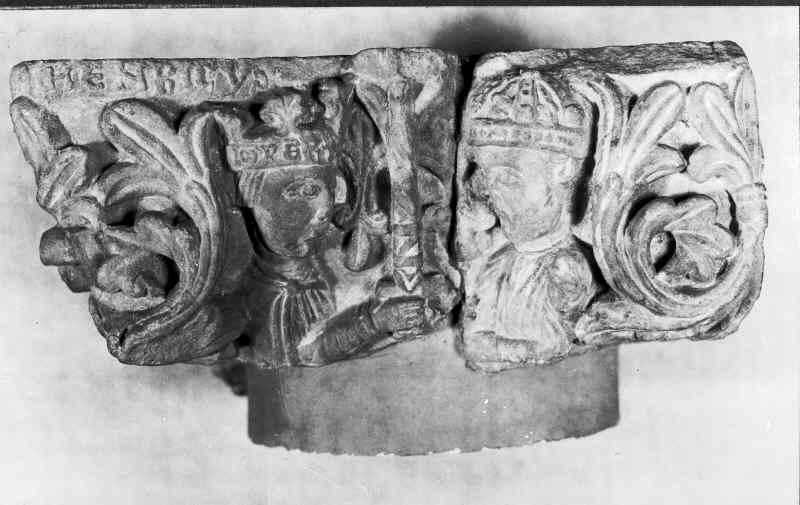
Kapitäl från Dalby kyrka, sannolikt från 1100-talet, nu utställt på Lunds universitets historiska museum.

Den ursprungliga byggnaden som uppfördes på 1000-talet bestod av ett långhus med trätak och sidoskepp, ett kvadratiskt kor och sannolikt inget torn. Taket var belagt med blyplåt. Mittskeppet separerades från sidoskeppen med arkader som bars upp av kvadratiska pelare. Det är oklart hur det ursprungliga västra gaveln var utformad. Omkring 1110 till 1160 byggdes en romansk förhall med en brunn och två sidotorn. Det är tänkbart att brunnen uppförts redan innan förhallen, och då varit en del av ett doprum. Sidotornen blev eventuellt aldrig färdigställa. Den tidigare västra gaveln av långhuset revs (alternativt blev den aldrig färdigställd) för att bygga förhallen, troligen omkring 1120. Förhallen uppfördes sannolikt av samma byggherre som uppfört Lunds domkyrka, och arkitekturen är sannolikt inspirerad från Tyskland. Under mitten eller senare delen av 1100-talet uppfördes en lektoriemur med halvcirkelformad nisch mot väster mellan koret och övriga kyrkan. Ungefär samtidigt började klosteranläggningen norr om kyrkan byggas.
Kyrkan började under 1100-talet kallas "Det heliga korsets kyrka". En sannolik anledning till benämningen är att man hade nedlagt en relik av det heliga korset i huvudaltaret.

### 1200-talet
Under första delen av 1200-talet, eller möjligen redan i slutet av 1100-talet, byggdes ett större kor med en absid. och de båda sidotornen revs. Kanske byggdes även två tvärskepp med trapptorn. Läktarvåningen i västra delen av kyrkan moderniserades. I mitten eller senare delen av 1200-talet ersattes det tidigare trätaket med tegelvalv av gotisk stil. Takdekorationerna målades 1260. I samband med uppförandet av det nya taket byggdes även ett centralt torn över hela förhallen som ersatte de två tidigare tornen. Pilastrar murades vid varje pelare i sidoskeppen och vid varannan pelare i mittskeppet.

### Från 1300-talet
På 1300-talet indelades norra sidoskeppet i kapell. Ett vapenhus med övervåning uppförds på sydsidan. (eventuellt uppfördes vapenhuset redan på 1200-talet.) År 1388 drabbades kyrkan, byn och klostret av en brand. Det är okänt när det norra sidoskeppet försvann. Det kan ha varit i samband med branden 1388 eller efter Karl Knutssons attack i Skåne 1452, men också senare. Sannolikt rasade norra sidoskeppet 1645 i samband med en brand. Vid övergången mellan 1300-talet och 1400-talet utökades klosterhusen med tre nya längor norr om kyrkan och sammanbyggdes med kyrkans norra sida. Under 1500-talet blev underhållet av kyrkan svårt eftersatt på grund av ekonomiska problem i församlingen.
År 1686 revs absiden efter beslut av kung Karl XI. Materialet användes för att bygga Caroli kyrka i Malmö. År 1755, alternativt 1756, kollapsade de tre östligaste valven i mittskeppet och sidoskeppet, varefter kyrkan 1758 byggdes om och fick sitt nuvarande utseende där den blev ett fack kortare på östra sidan. En tvärvägg till en liten sakristia murades. Kyrkan blev ungefär hälften så stor som innan.
År 1841 byggdes en båge mellan norra muren och klostret som förstärkning av muren och 1892 utfördes en grundlig reparation. Norra långsidan nymurades, ny ingång till sakristian, strävpelare och valvbågar vid orgeln upprestes, nytt golv av cementplattor i svart och brunt och färgade glas i fönsterlufterna (allt utfört av byggmästare Anderber, Malmö). År 1936 utfördes en omfattande restaurering av kyrkan. Bland annat avlägsnades puts från mittskeppet för att visa det ursprungliga murverket från 1000-talet, bänkinredningen modifierades men dörrarna från 1758 behölls och målningarna i valven togs fram.

## Kyrkobyggnaden

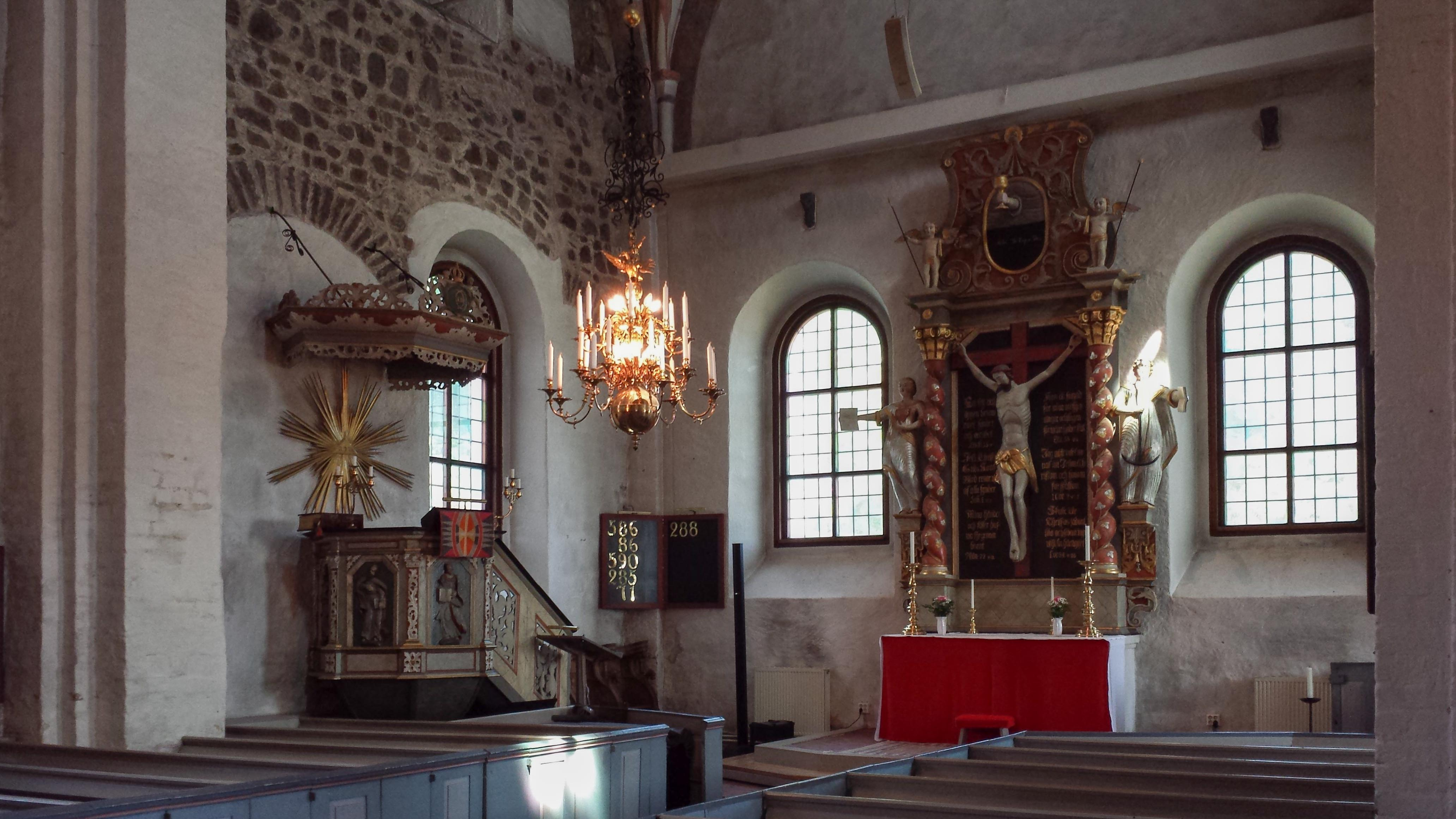
Östra delen av långhuset med koret.

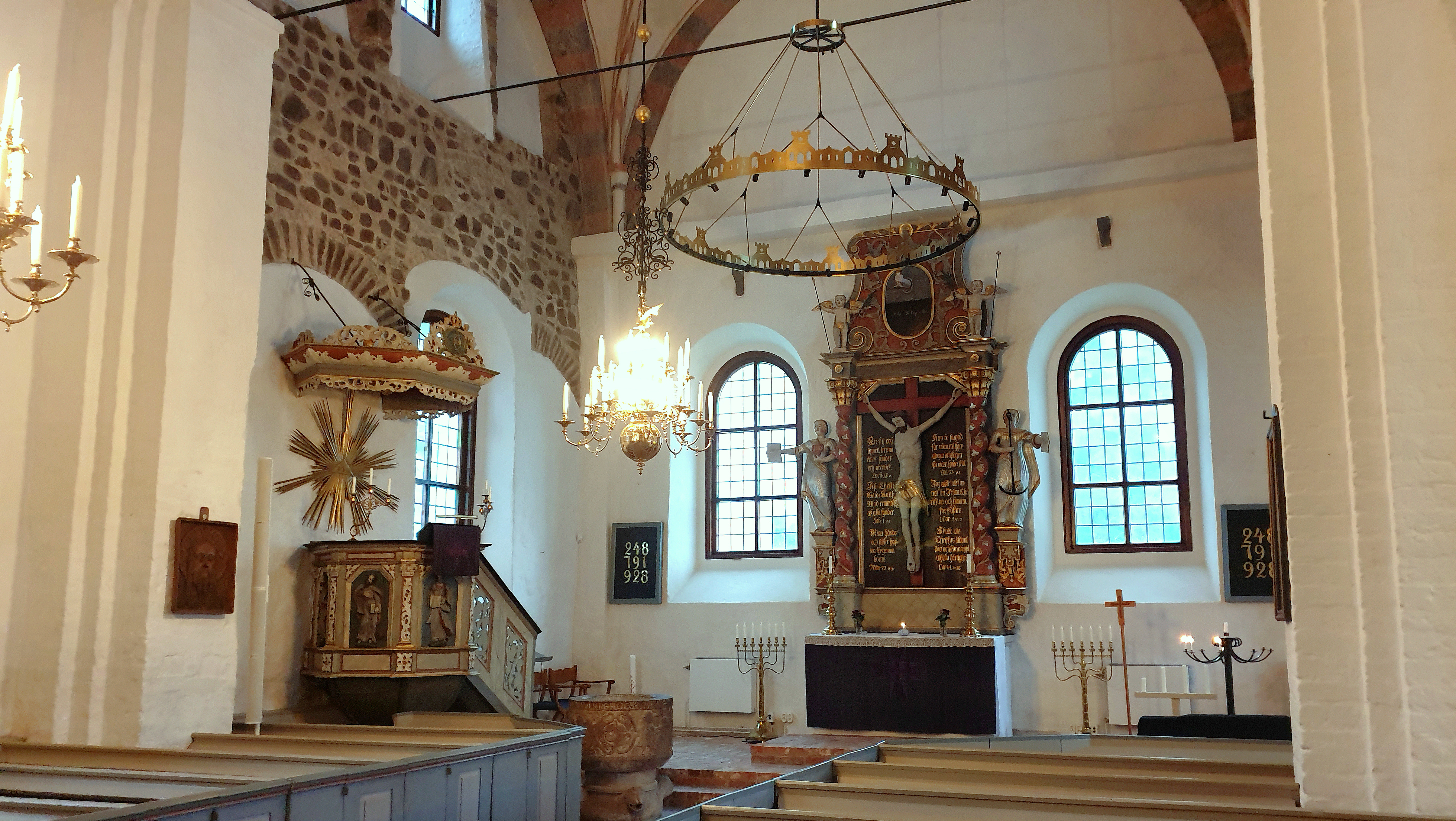
Vy mot koret efter renovering 2023.

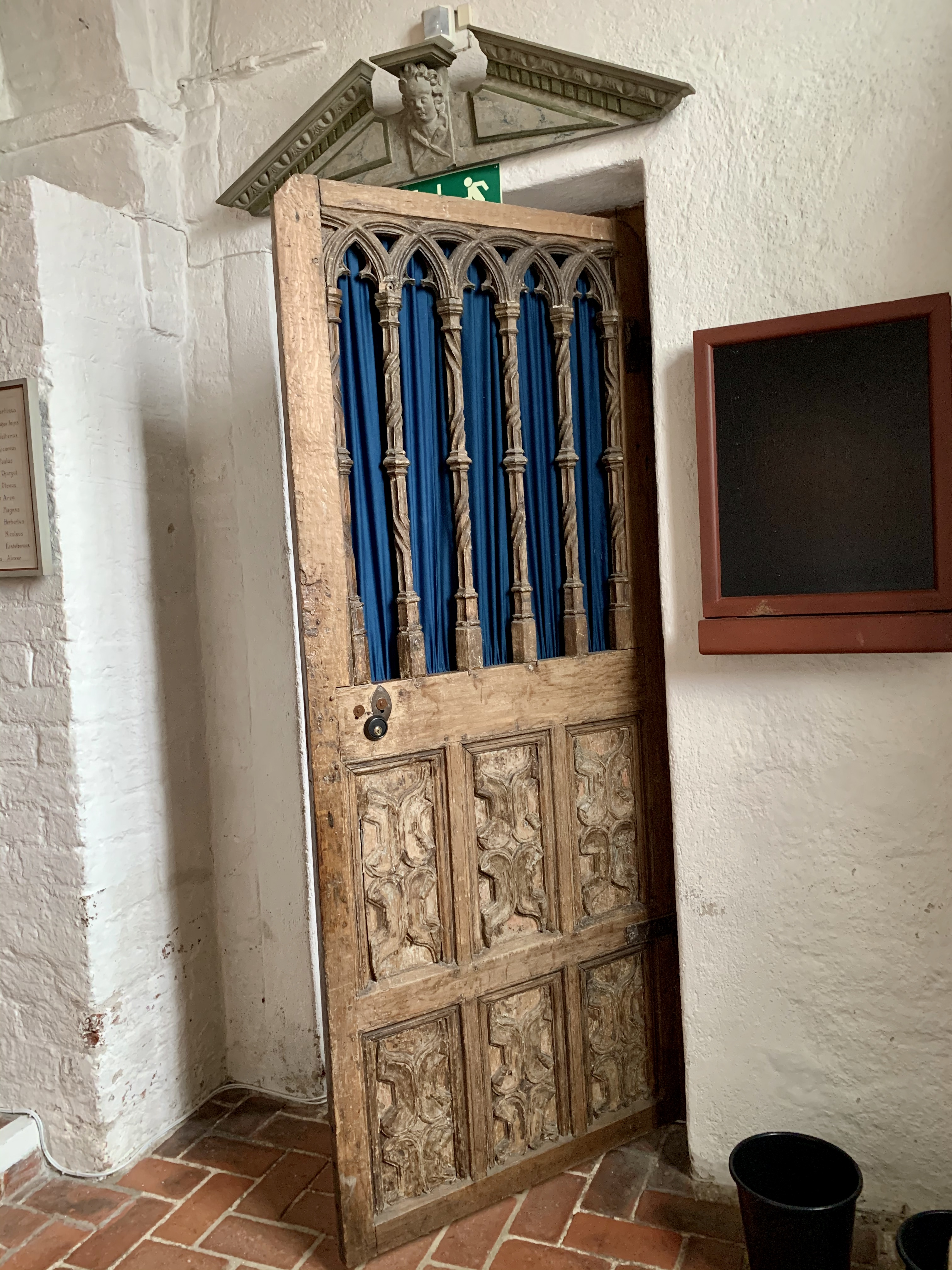
Dörren till sakristian med material från 1500-talet.

Kyrkan består i dag av långhus, vapenhus och förhall. Huvudingången är genom det kvadratiska vapenhuset på sydfasaden. Förhallens golvnivå är belägen cirka 80 centimeter lägre än långhusets. I förhallen finns en knappt en meter djup brunn. Över förhallen finns orgelläktaren som nås genom en dörr utifrån på norra fasaden. Från läktarplanet når man torntrappan som leder till tornkammaren, klockvåningen och långhusvinden. Genom en lucka i taket till vapenhuset når man vapenhusvinden och sidoskeppsvinden.
Mer än hälften av södra mittskeppets murar och stora delar av södra sidoskeppet finns kvar från det ursprungliga uppförandet. Även portalen mellan södra sidoskeppet och det senare tillbyggda vapenhuset är från samma tid.  På södra och norra arkadmuren är ursprungsmuren lämnad oputsad och synlig. I södra mittskeppet finns en kolonn i en nischkolonn vars enda kända motsvarighet finns i Hildesheims domkyrka från 1030-talet. Ursprungligen fanns även en motsvarande kolonn i norra mittskeppet. Portalen mot vapenhuset är sannolikt från ursprungsbyggnaden. Även förhallen från 1100-talet och sidoaltaret i södra sidoskeppet finns bevarade. Sidoaltaret är sannolikt från 1000-talet.
Den nuvarande inredningen uppfördes under 1700- och 1800-talen. Predikstolen uppfördes 1705 och bänkinredningen är sannolikt från 1758. Dörren till sakristian är utförd av möbelrester från början av 1500-talet
Den äldsta bevarade bilden av Dalby kyrka är en teckning av Anders Thornborg från cirka 1750, som finns på Nationalmuseet i Köpenhamn.

## Inventarier

### Dopfunten
I mitten av 1100-talet skapades dopfunten som är huggen av sandsten. Foten är utformad som en attisk bas med djur och människohuvud och cuppan har reliefer som föreställer bland annat Jesus dop. Överst löper en latinsk inskription som i översättning lyder: "Här förklaras vad som en gång förkunnades genom flödet från såren på den korsfäste Kristus." Sannolikt stod dopfunten ursprungligen i förhallen.
Dopfunten tros vara tillverkad av Anonymus Bysanthios från Gotland, men kan även vara gjord av "Dalbymästaren". Med avseende på ornamentens utformning har den likheter med utsmyckningar i Lunds domkyrka. Dopfunten har stilmässiga likheter med förhallen, och var eventuellt ursprungligen placerad där.

### Kyrkklockorna
| Till vänster klockan från 1300-talet och till höger den yngre klockan från 1934. |  | Till vänster klockan från 1300-talet och till höger den yngre klockan från 1934. |
| Till vänster klockan från 1300-talet och till höger den yngre klockan från 1934. |  |                                                                                  |

Dalby kyrka har två klockor. Den äldre göts under första halvan av 1300-talet,dekorerad med rundstavar kring halsen och har namnet FRIDERICVS på sidan. Klockan är en av de äldsta i Sverige som fortfarande är i bruk, och är ovanligt välbehållen. År 1934 göts en lite större klocka av M & O Ohlssons klockgjuteri i Ystad.som hänger jämte den äldre. Den yngre klockan är dekorerad med en fris. Den äldre klockan är stämd i a#0 och den yngre i f#0.

### Predikstolen
År 1705 tillverkades kyrkans predikstol som är utsmyckad med Karl XII:s namnchiffer och skulpturer av de fyra evangelisterna. Korgen står på ett kolonnskaft av svart marmor.

### Altare
Altaruppsatsen är från 1758 och utförd i senbarock stil av bildhuggaren Johan Ullberg. År 1818 försågs altaruppsatsen med en oljemålade väv.
Det är oklart hur gammalt dagens altare är.

### S:t Olofsskulpturen
I sydvästra hörnet av mittskeppet finns en skulptur i ek av S:t Olof med ciborium i handen och krona på huvud. Han sitter på en stol med en drake med människohuvud under. Skulpturen är daterad till 1500-talets början och är sannolikt tysk.

### Ljuskrona
I en förteckning från reformationstiden, omkring 1536, omnämns en ljuskrona av samma typ som finns i Hildesheims domkyrka från 1000-talet. Ljuskronan av brons är utformad som en stadsmur, är fyra meter i diameter med portar och 16 torn. Det är inte osannolikt att ljuskronan är en gåva till kyrkan från Knut den helige. Fragment av ljuskronan har hittats bland utgrävningsfynd.

### Orgel
Den nuvarande orgeln byggdes 1960, av A. Mårtenssons Orgelfabrik AB i Lund. Orgeln har 23 stämmor och fasaden är från 1883 års orgel vilken var byggd av Sven Fogelberg i Lund.

## Harald Hens grav
Där 1200-talets absid slutade finns en romansk gravsten med inhugget kors, som kallas Harald Hens sten. Kung Harald Hen avled 1080 och begravdes i Dalby, men ingen ligger begraven under Harald Hens sten. Troligen kommer stenen från en tidigare kanikgrav. Eventuellt är Harald Hen begravd i kyrkans sydöstra hörn vid nischen vid sakristian. Det finns även teorier om att kungen är begravd på Själland.

## Dalbyboken

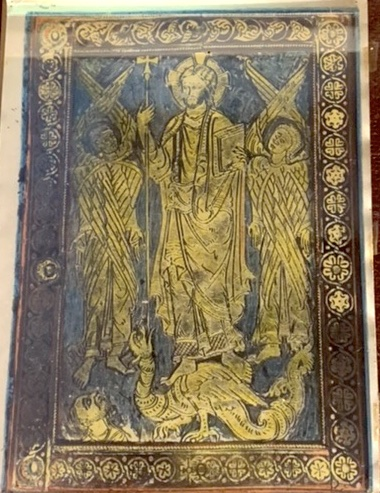
Dalbybokens pärm av graverad silverplatta med förgyllda figurer.

### Exteriör

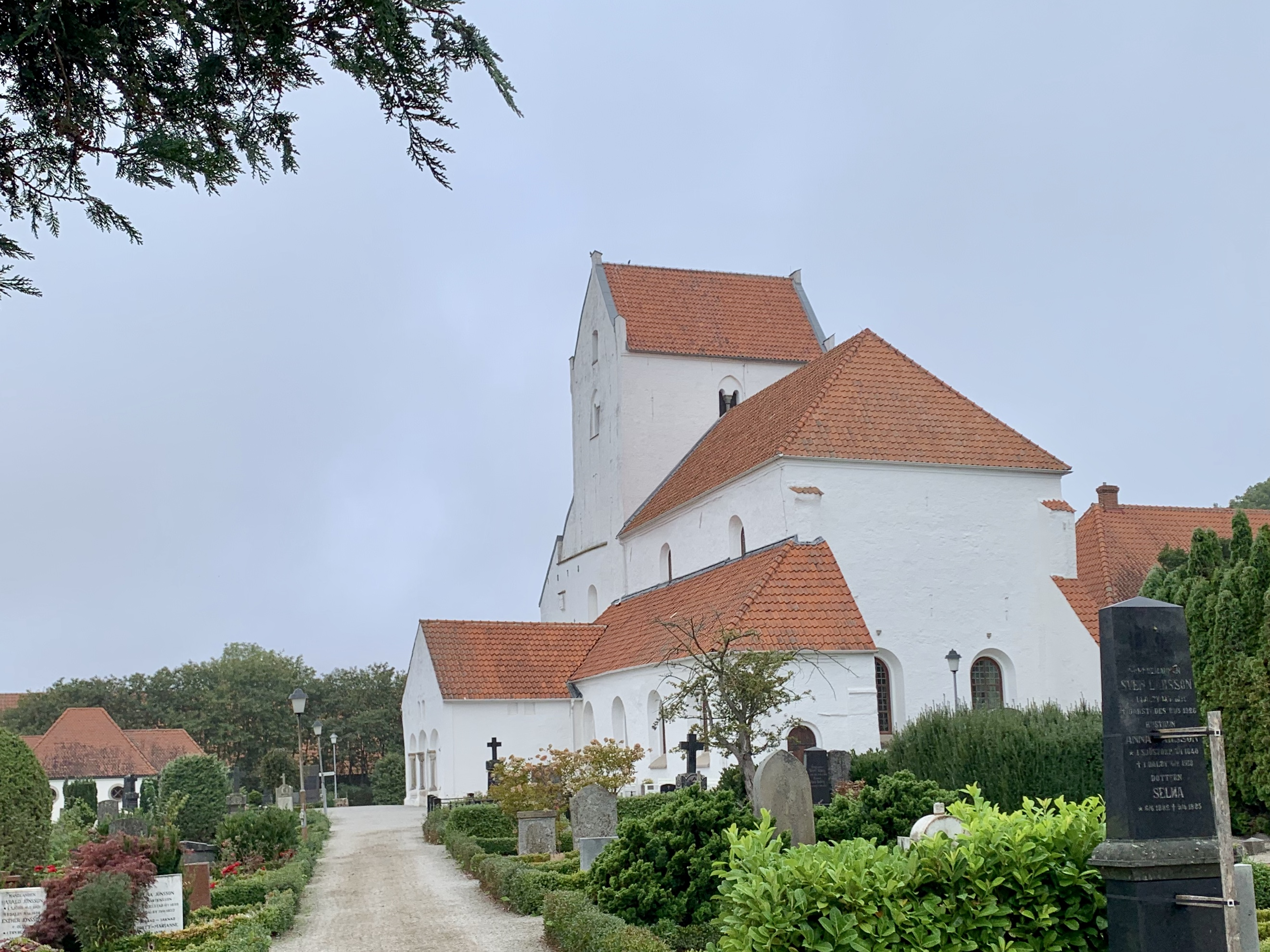
Fasad mot öster
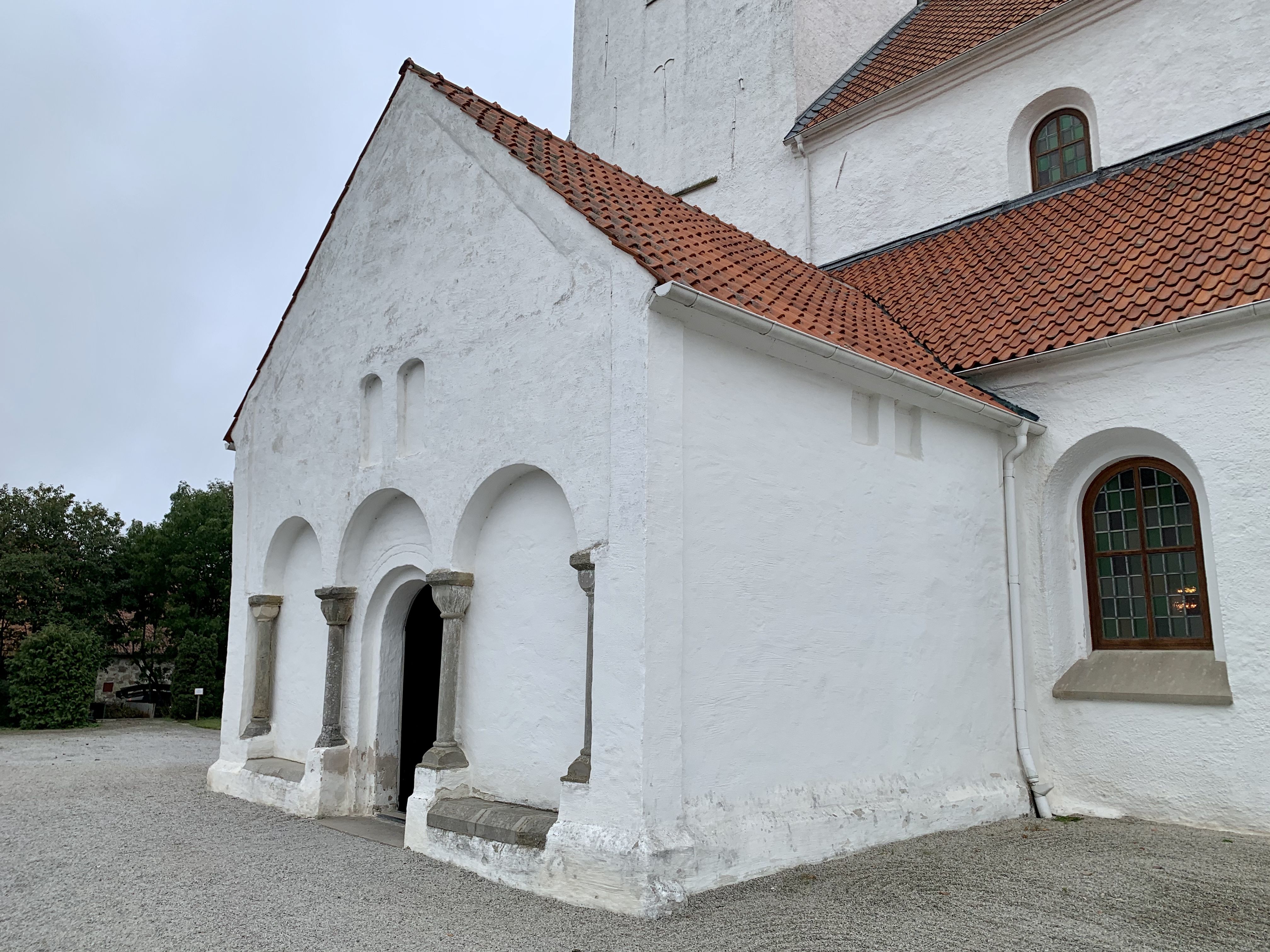
Vapenhuset på södra fasaden med kyrkans huvudingång
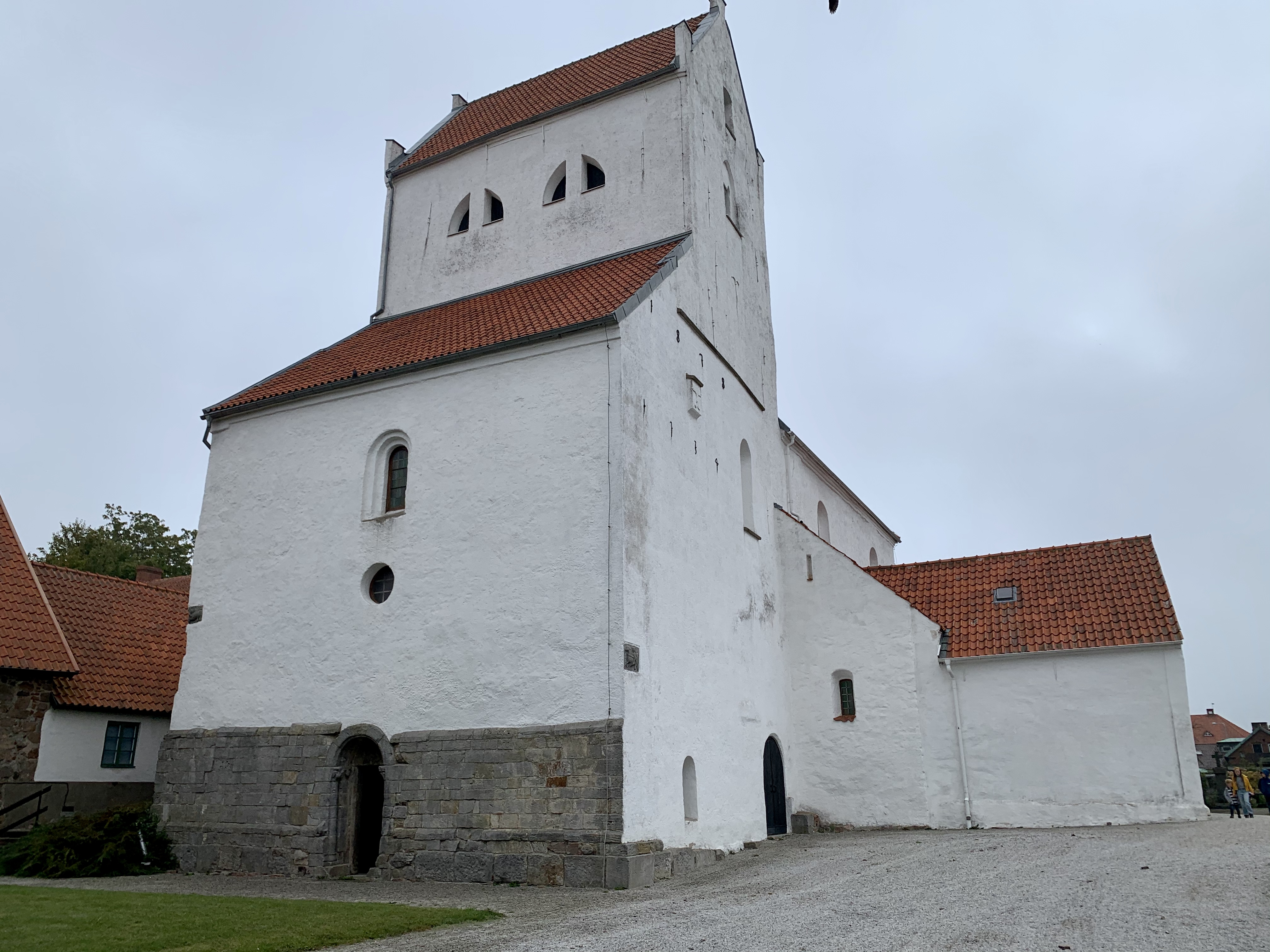
Västra fasaden
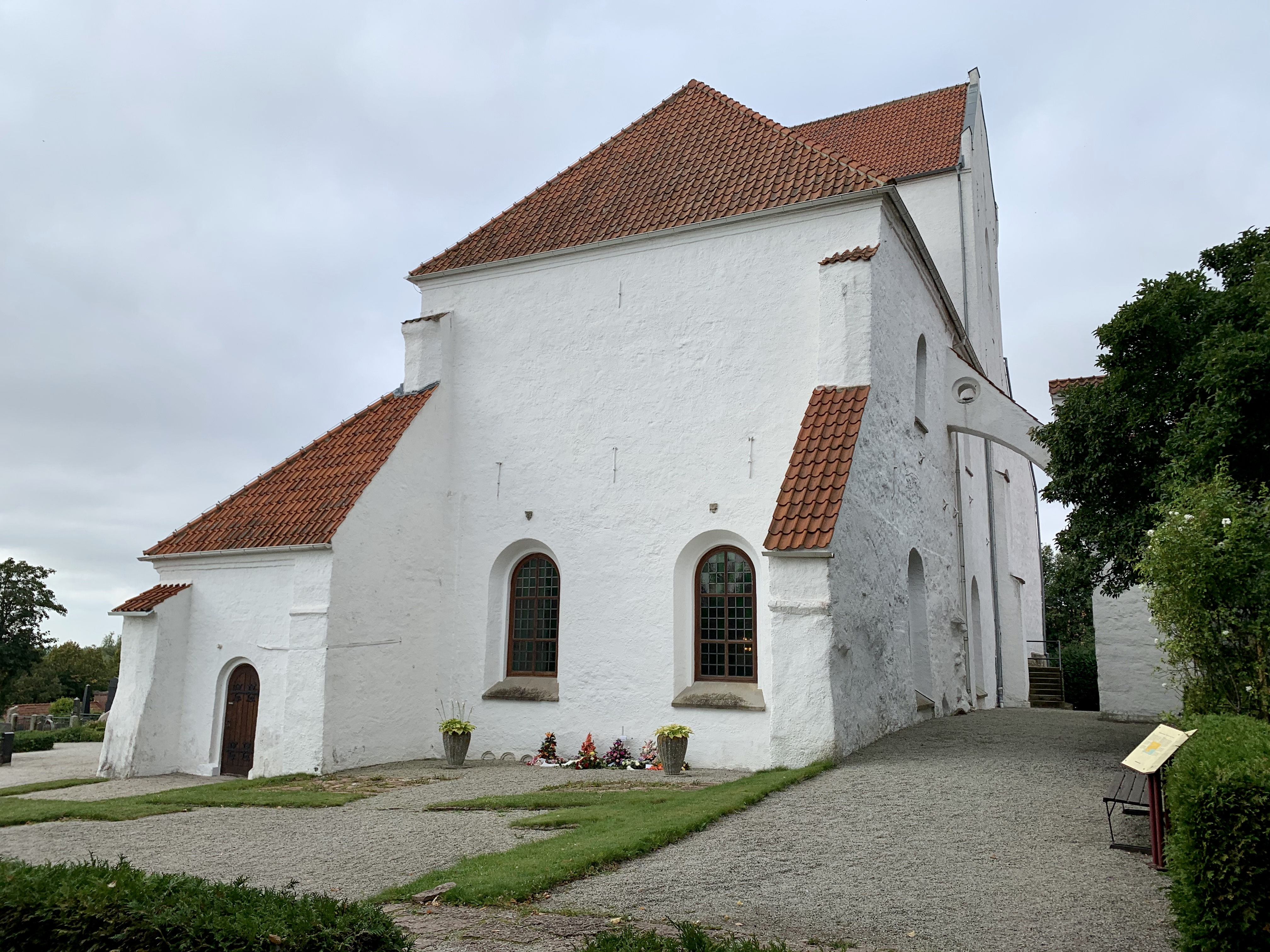
Östra fasaden
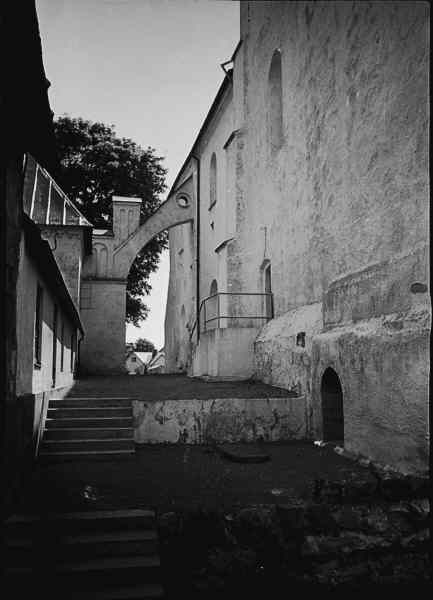
Kyrkans norra fasad med båge mot f.d. klosterbyggnaden.
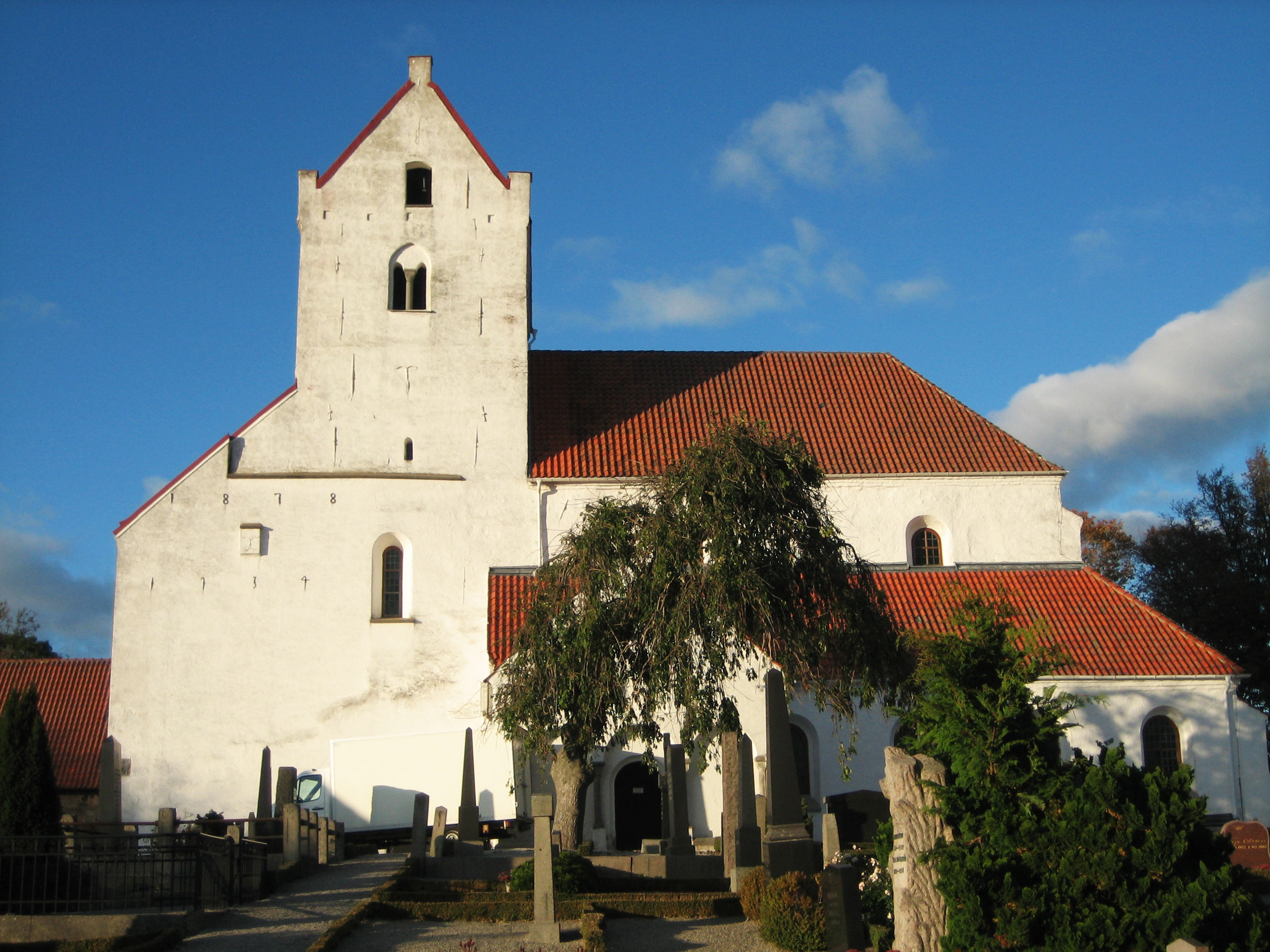
Kyrkans södra fasad 2009

### Interiör

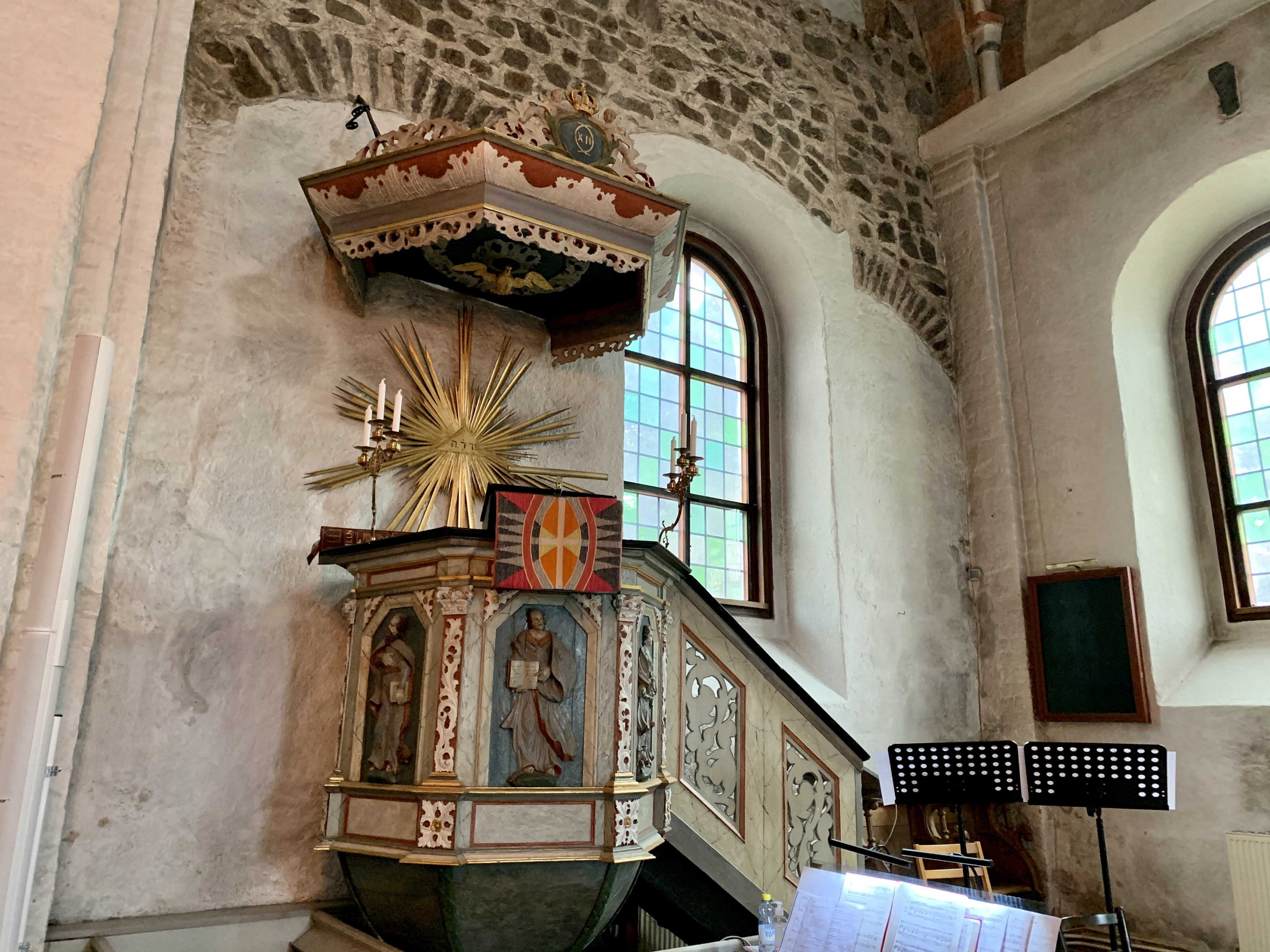
Predikstolen
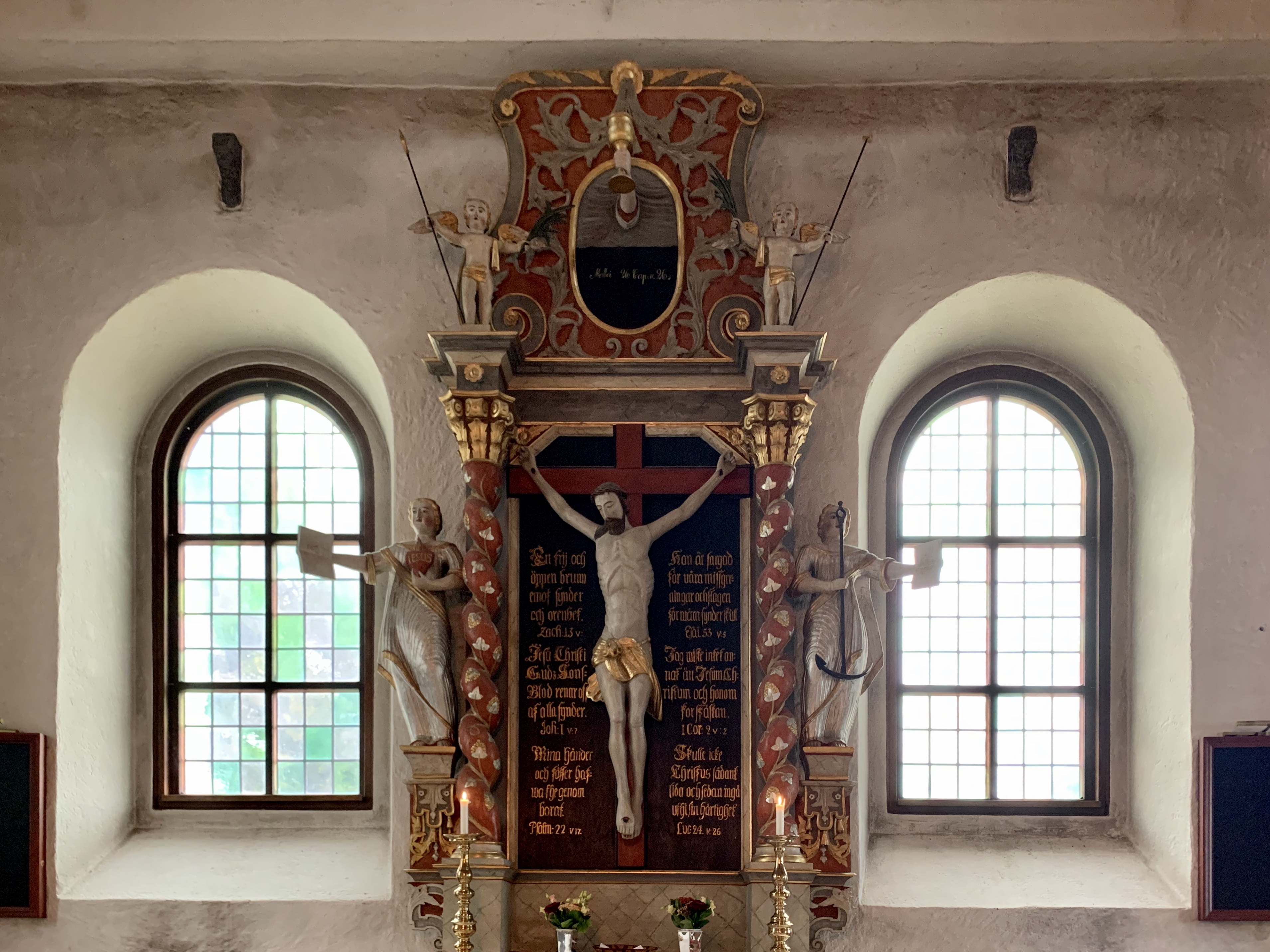
Altaruppsatsen
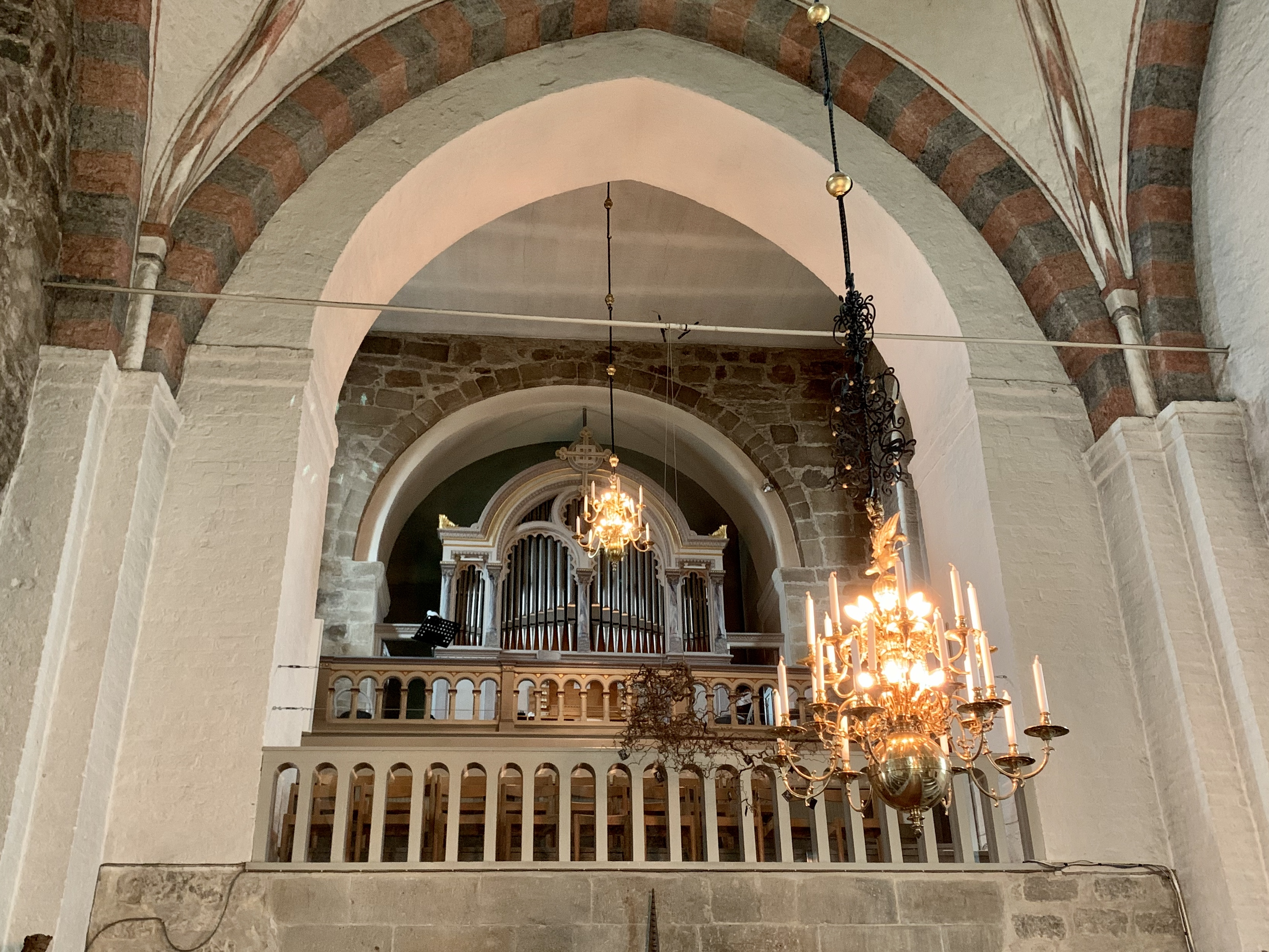
Orgeln och orgelläktaren
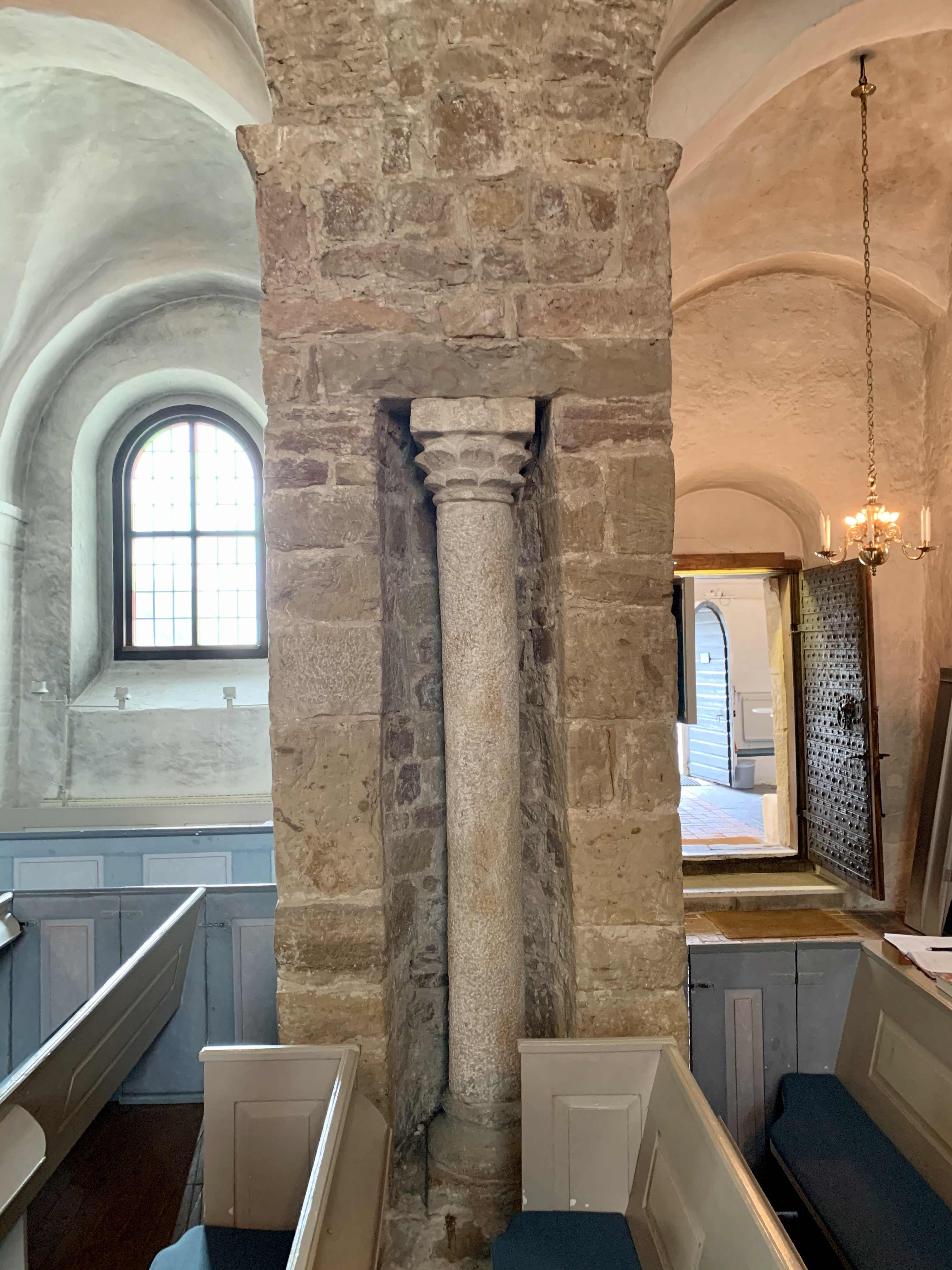
Nischkolonnen i tysk stil som eventuellt symboliserade Jakin och Boas i Salomos tempel.
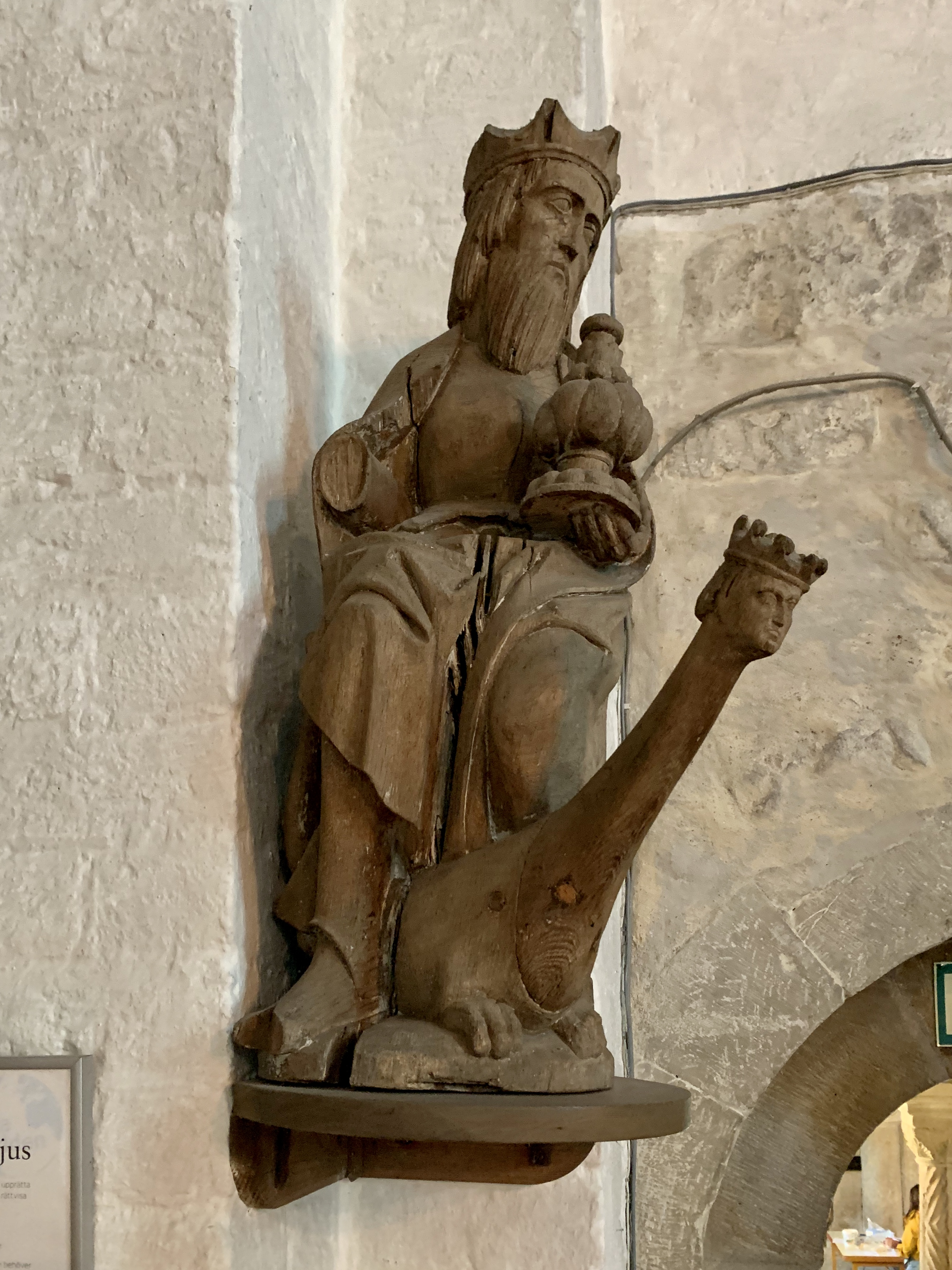
S:t Olofsskulpturen
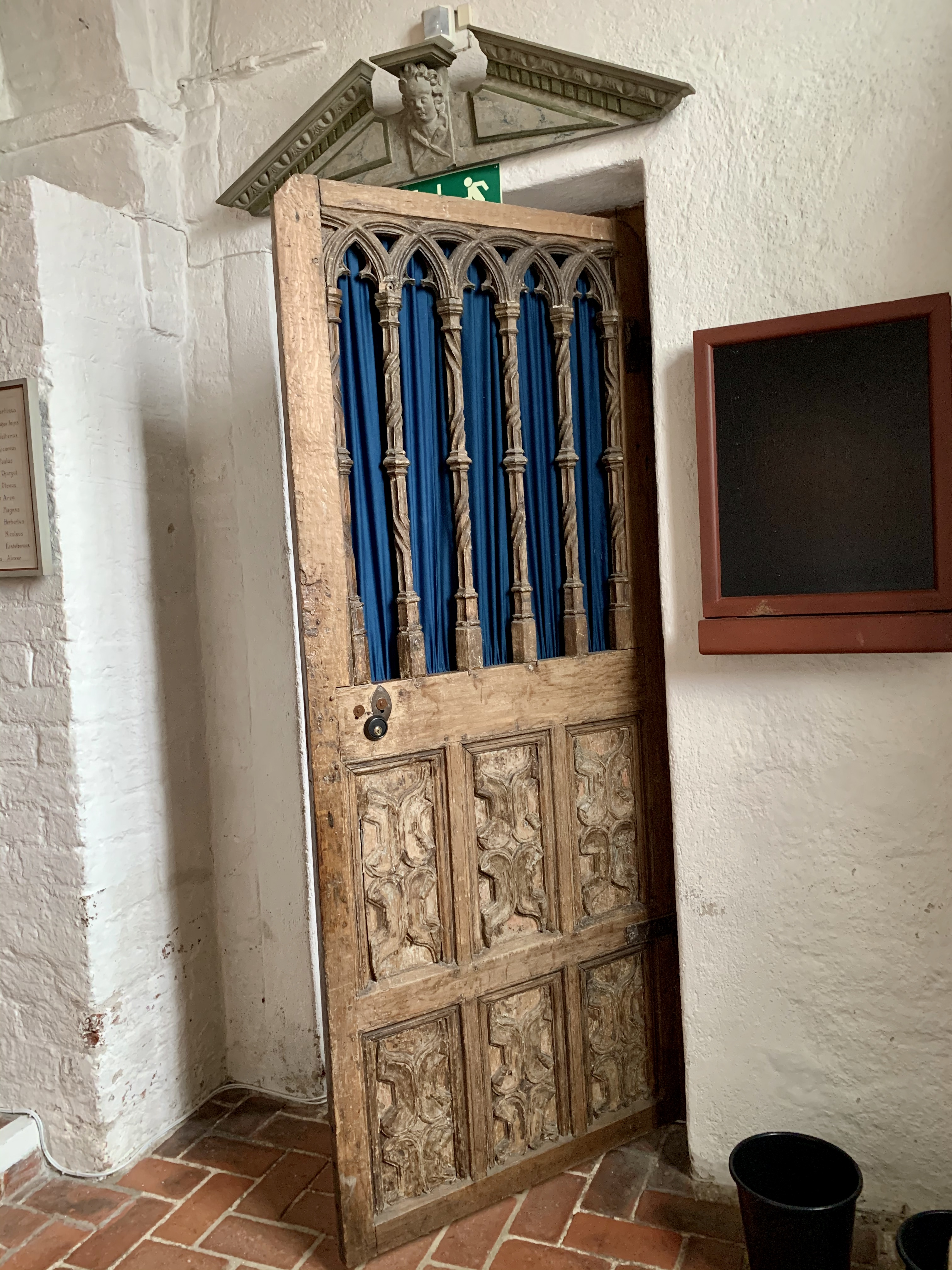
1500-tals-dörren till sakristian
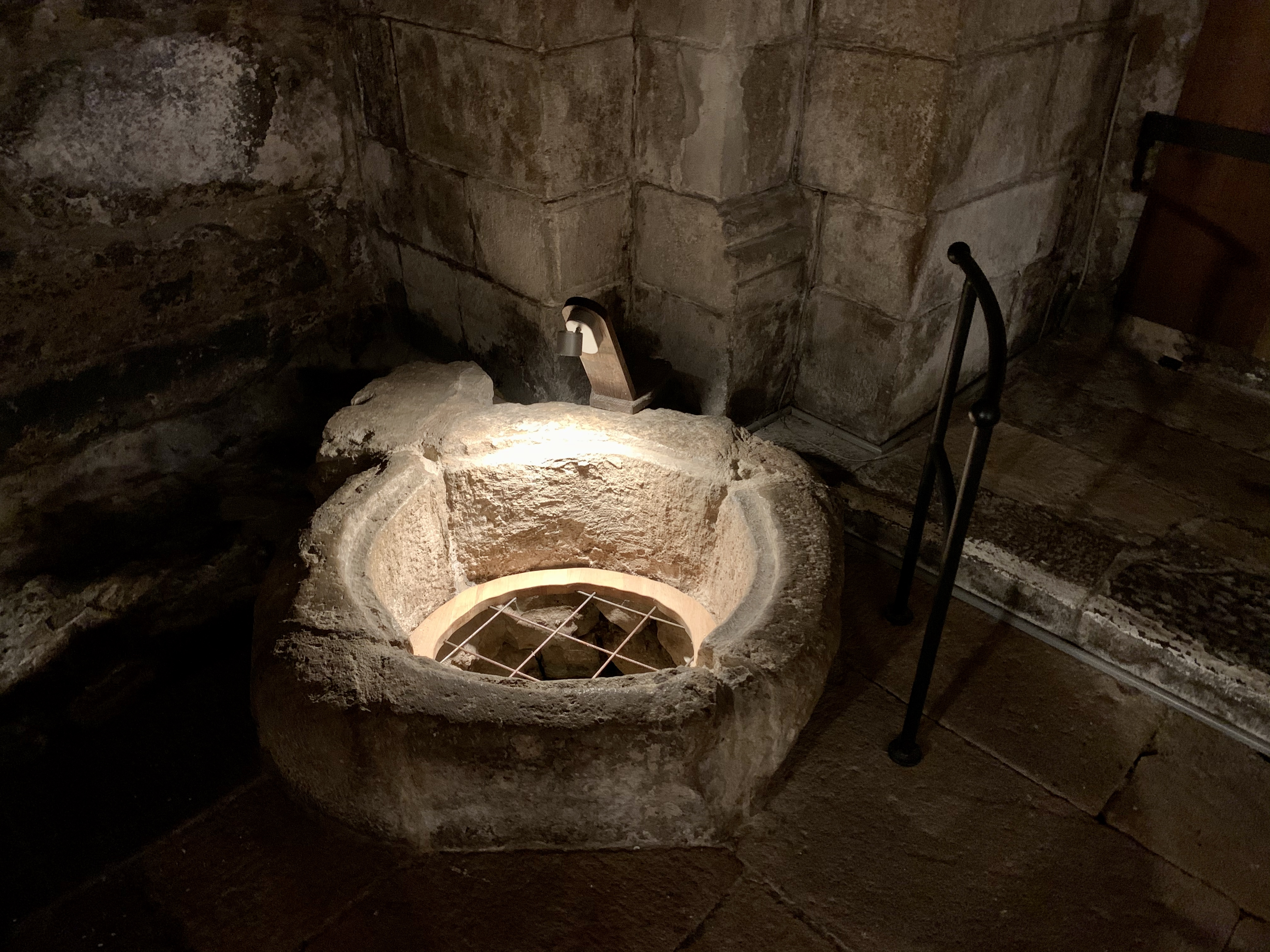
Brunnen i förhallen
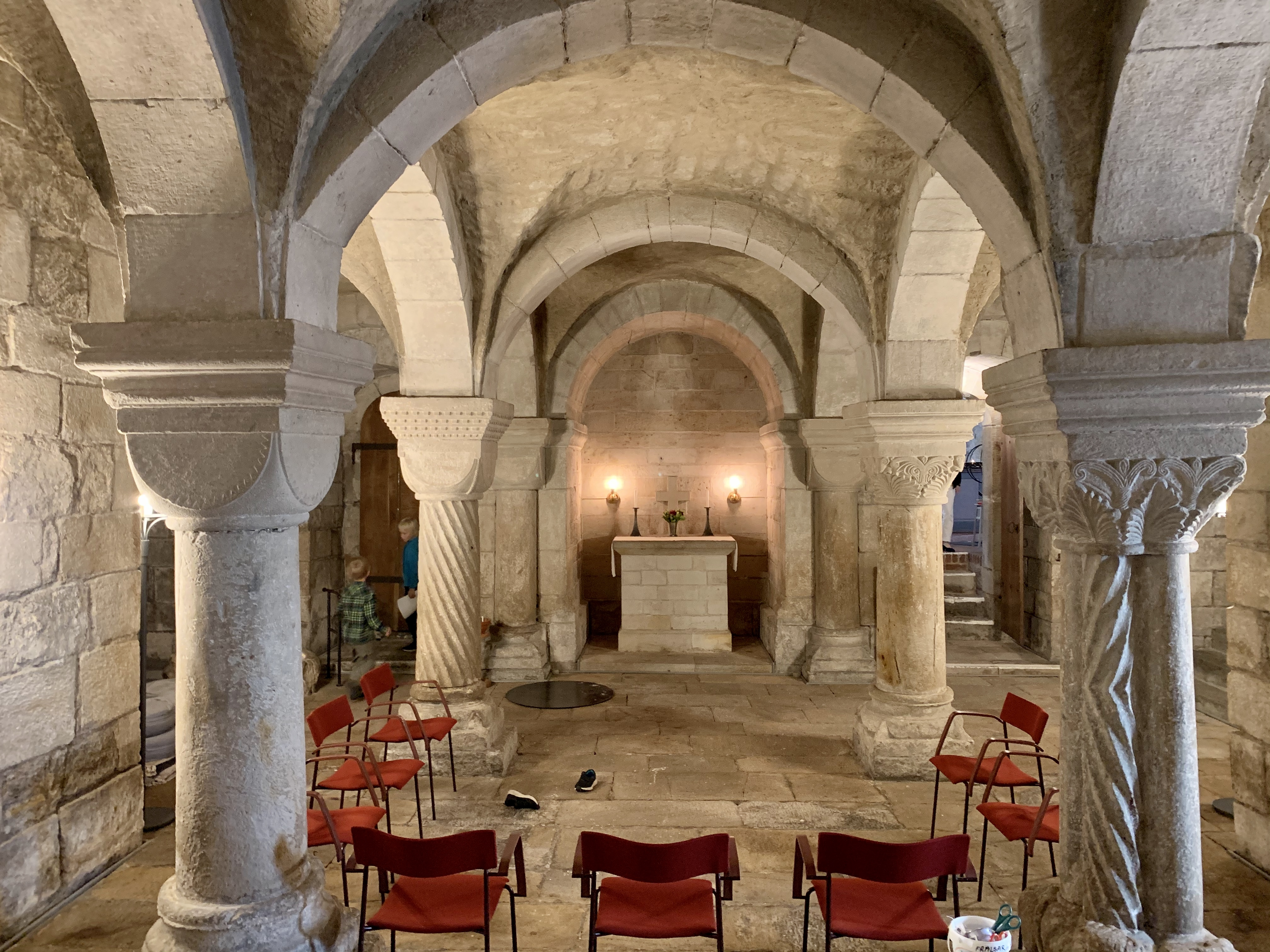
Förhallen med dess altare
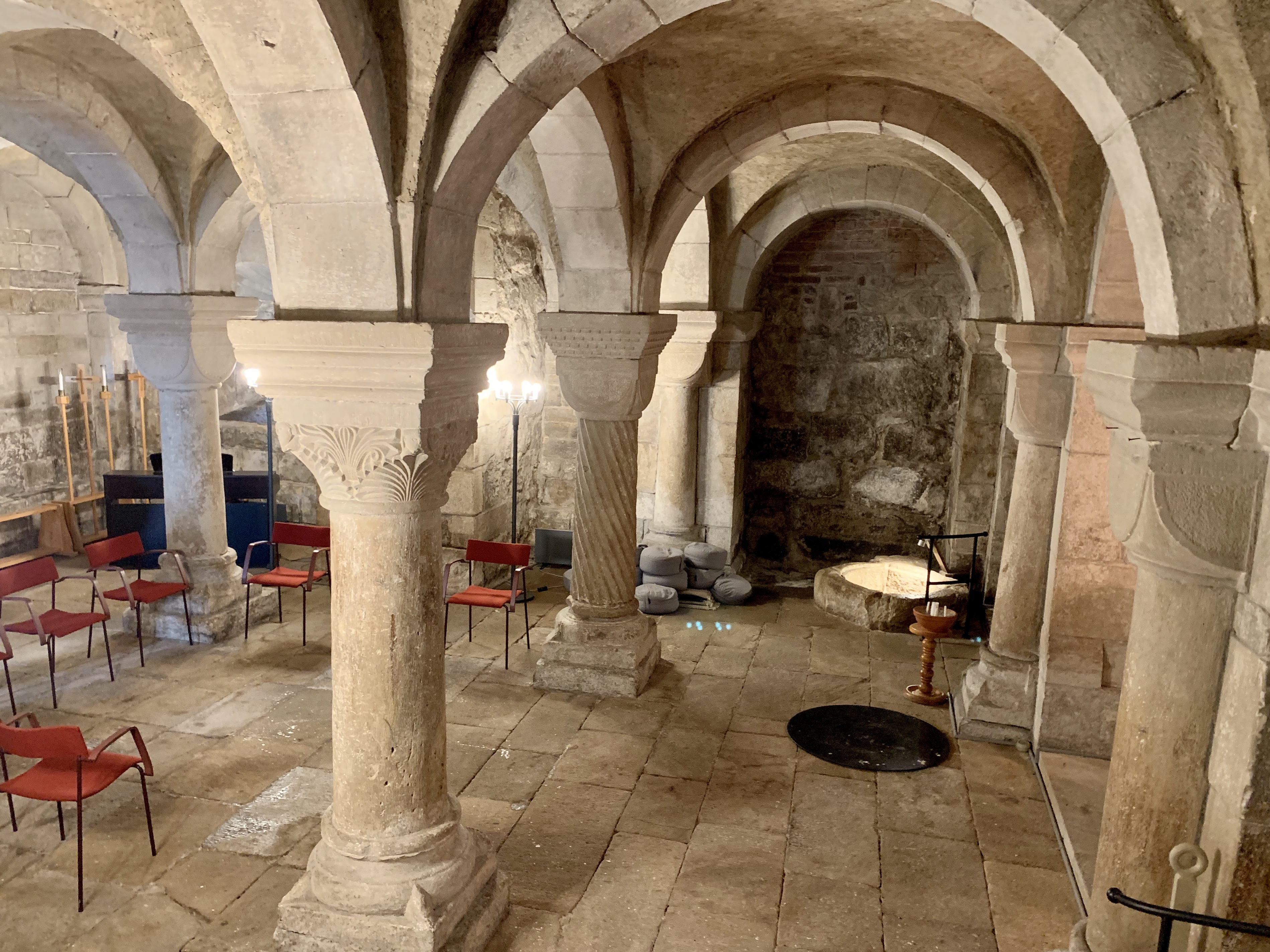
Förhallen med brunnen
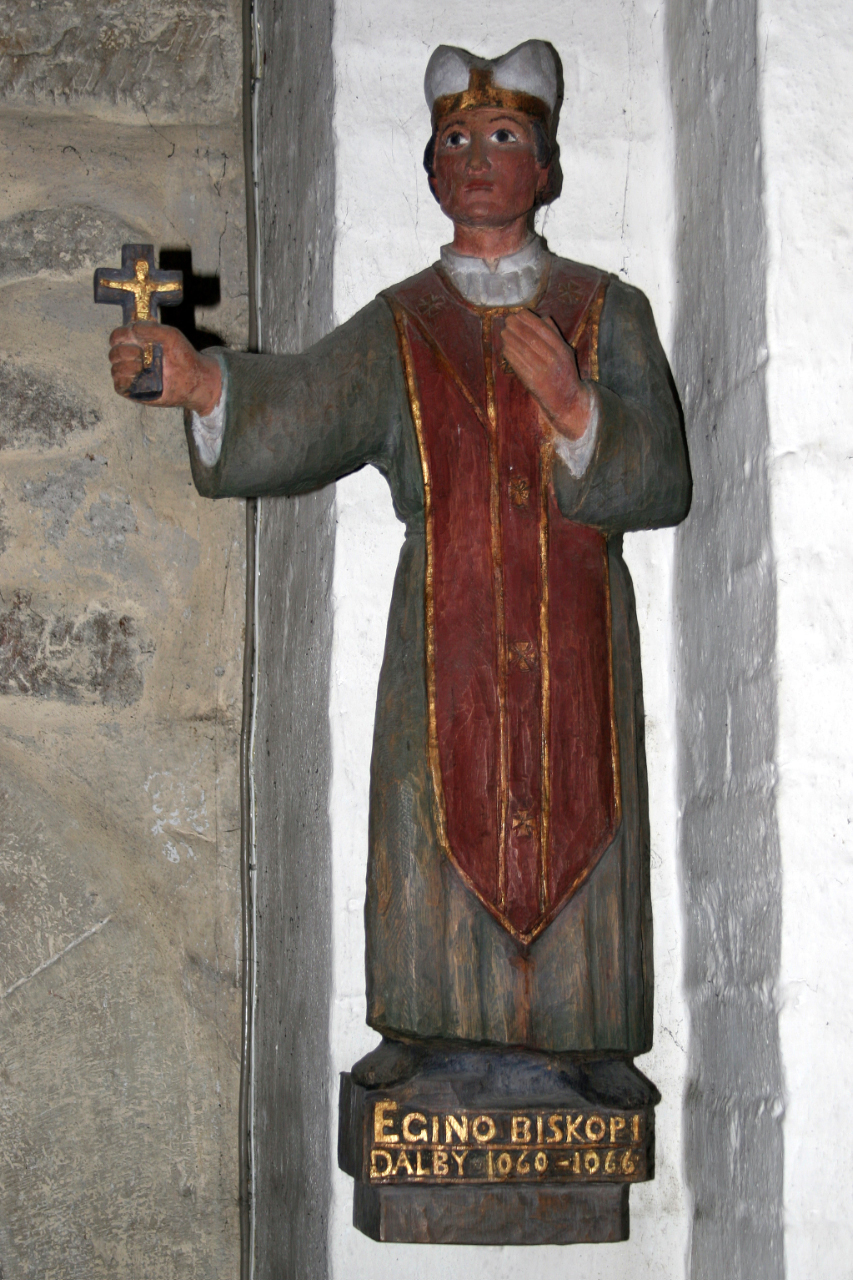
Skulptur av biskop Egino från sent 1900-tal.